# Haldor Rodén
Tage Haldor Rodén, född 4 januari 1915 i Munkfors i Värmlands län, död 17 december 2011 i Täby, var en svensk yrkesmålare och målare. 
Rodén var son till målarmästaren Herbert Rodén och Elin Maria Bergmark.
Han studerade konst vid Edvin Ollers målarskola i Stockholm 1942 och vid Académie Libre 1945 med Mollie Faustman som lärare samt vid Otte Skölds målarskola 1946. Därefter företog han studieresor till Norge, Frankrike och Spanien.  
Separat har han ställt ut i Munkfors 1947 samt på Vallins konsthandel i Örebro 1957. Han har även medverkat i några av Värmlands konstförenings utställningar. 
Hans konst består av porträtt, stilleben, figurer och landskap, ofta med sjömotiv från trakten av sjön Visten.